# Transport a Colòmbia

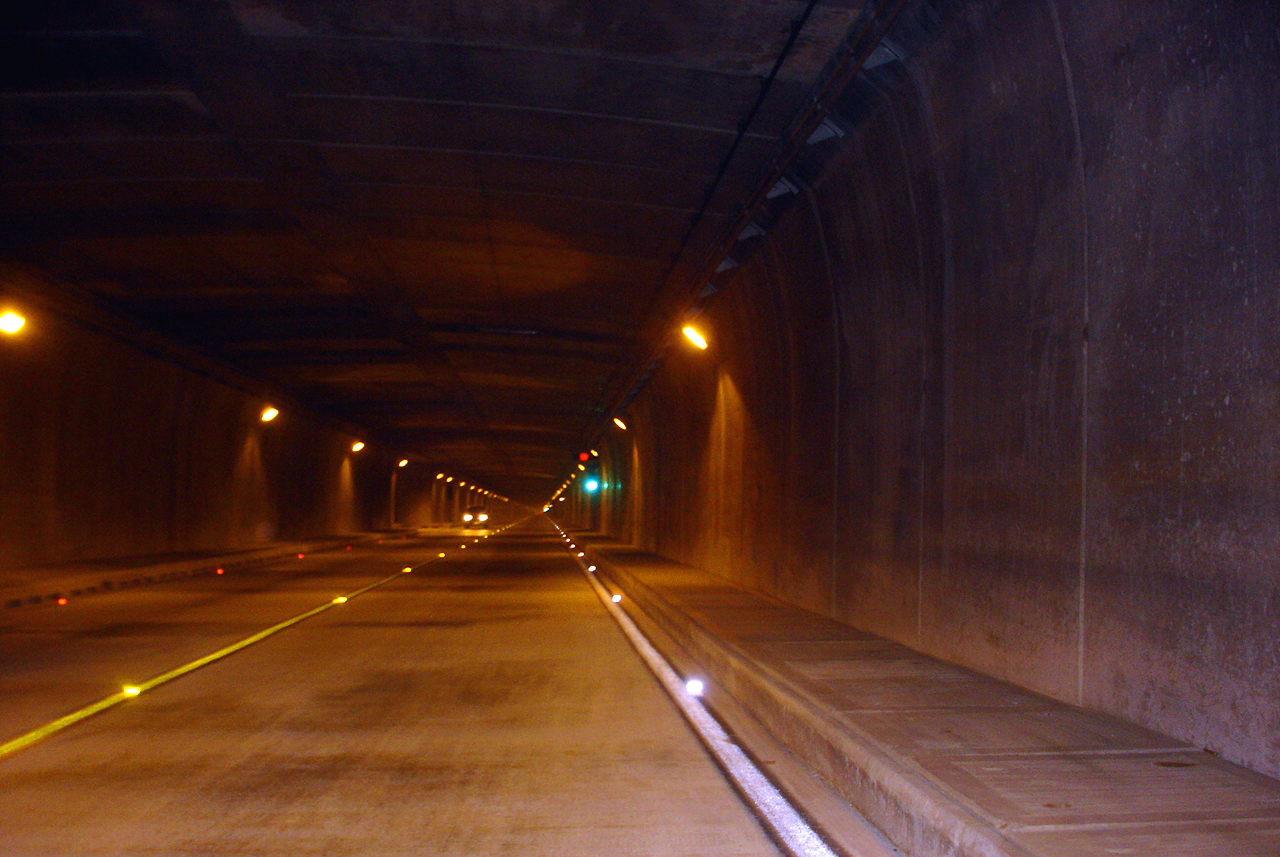
Túnel d'Occident a Antioquia. El túnel és el més llarg a Sud-amèrica.

El Transport a Colòmbia està regulat pel Ministeri de Transport.
Els viatges per carretera és el principal mitjà de transport. Quasi el 70 per cent de la càrrega es transporta per carretera, en comparació amb el 27 per cent per ferrocarril, un 3 per cent per vies navegables interiors, i 1 per cent per via aèria.